# Borstaberget
Borstaberget är ett naturreservat i  Skellefteå kommun i Västerbottens län.
Området är naturskyddat sedan 2017 och är 21 hektar stort. Reservatet ligger på en sydvästbrant av berget och består av tallskog.